# Station Anizy-Pinon
Station Anizy-Pinon is een spoorwegstation in de Franse gemeente Pinon.

## Treindienst
| Serie | Treinsoort | Route                                                        | Bijzonderheden |
| ----- | ---------- | ------------------------------------------------------------ | -------------- |
| K 15  | TER (SNCF) | Paris-Nord – Crépy-en-Valois – Soissons – Anizy-Pinon – Laon |                |
| P 15  | TER (SNCF) | Crépy-en-Valois – Soissons – Anizy-Pinon – Laon              |                |